# Gräng
Gräng är en term för att beskriva en ytstruktur hos material som målardukar, akvarellpapper, pastellpapper, pannåer eller läder. Strukturen kan till exempel förklaras som skrovlig, ojämn eller kornig. När man väljer papper som underlag kan man välja gräng i olika skalor.
Beskaffenheten hos underlagets gräng påverkar det målade skiktets torkningstid.

## Etymologi
Ordet kommer av franskans grain, som betyder sädeskorn, bär eller böna, eller upphöjning, noppa, prick, ärr, märke eller smula.